# من و نگین دات کام
من و نگین دات کام فیلمی ایرانی به کارگردانی و نویسندگی حسین قناعت محصول سال ۱۳۸۲ است.

## خلاصه داستان
من و نگین دات کام داستان زن و شوهری است که برای تأمین هزینه جراحی جهت بچه دار شدن دست به سرقت‌های ناموفقی می‌زنند…

## بازیگران
- نگین حبیبی
- بهزاد منصوریان
- نگار مدنی
- شهرام قائدی
- بیتا بادران
- آرش معیریان